# Pitch (flyvning)
 For alternative betydninger, se Pitch. (Se også artikler, som begynder med Pitch)
I flyvemaskineterminologien bruges pitch dels om flyets stilling i luften (stigende/dalende) og om propellers og rotorblades vinkel. Jo højere pitch, jo større indgreb i luften. Ordet kommer fra engelsk og betyder "højde" eller "hældning".
Gamle (og moderne, simpelt opbyggede) fly  har en fast propel. Lige før 2. verdenskrig blev en propel med 2 stillinger produceret, bl.a. til Spitfiren. En stilling til start og en stilling til 'cruise'. Senere udvikledes propeller med trinløst justerbar pitch, så man kunne holde motoromdrejningerne konstante og justere propelbladenes vinkel til ønsket kraft. Således virker de fleste større propelmaskiner i dag. Det giver muligheden for at vende propelbladene helt efter landing, så flyet bremser på den måde.
På en helikopter reguleres kraften også med pitchen. Ved et stykke avanceret mekanik ændres bladenes pitch alt efter om de vender fremad eller er på vej bagud. Dette gør at en helikopter kan flyve forlæns, baglæns og til siderne.